# 657 Gunlod
657 Gunlod је астероид главног астероидног појаса. Приближан пречник астероида је 42,52 ,
а средња удаљеност астероида од Сунца износи 2,610 астрономских јединица (АЈ).
Инклинација (нагиб) орбите у односу на раван еклиптике је 10,220 степени, а орбитални период износи 1540,654 дана (4,218 године). Ексцентрицитет орбите астероида износи 0,114.
Апсолутна магнитуда астероида износи 10,93 а геометријски албедо 0,041.
Астероид је откривен 23. јануара 1908. године.